# Viskyar Ridge
Viskyar Ridge (englisch; bulgarisch рид Вискяр rid Wiskjar) ist ein felsiger, in nord-südlicher Ausrichtung 2,5 km langer und an seinem nördlichen Ende bis zu 600 m hoher Gebirgskamm auf Greenwich Island im Archipel der Südlichen Shetlandinseln. In den Breznik Heights ragt er 1,47 km südöstlich des Momchil Peak, 2,9 km östlich des Razgrad Peak und 1 km westlich des Vratsa Peak auf. Der Sartorius Point bildet seinen südlichen Ausläufer. Der Scherawna-Gletscher liegt westlich und der Targowischte-Gletscher östlich von ihm.
Bulgarische Wissenschaftler kartierten ihn im Zuge der Vermessung der Tangra Mountains auf der benachbarten Livingston-Insel zwischen 2004 und 2005. Die bulgarische Kommission für Antarktische Geographische Namen benannte ihn 2005 nach dem Berg Wiskjar im Westen Bulgariens.